# Flo församling
Flo församling är en församling i Skara-Barne kontrakt i Skara stift. Församlingen ligger i Grästorps kommun i Västra Götalands län och ingår i Grästorps pastorat. 

## Administrativ historik
Församlingen har medeltida ursprung. 
Församlingen var till 1671 annexförsamling i pastoratet Ås, Näs, Flo och Sal. Från 1671 till 1962 var den moderförsamling i pastoratet Flo, Ås och Sal som till 1 maj 1816 även omfattade Näs församling. Från 1962 till 2002 var församlingen annexförsamling i pastoratet Särestad, Bjärby, Håle, Tång, Flakeberg, Flo, Ås och Sal. Församlingen införlivade 2002 Sals och Ås församlingar och ingår sedan dess i Grästorps pastorat.

## Organister
| Period    | Namn                     | Levnadstid | Övrigt   |
| --------- | ------------------------ | ---------- | -------- |
| -1767     | Adam Ludvig Hammarstrand | 1741-1811  | Organist |
| 1768-1771 | Lars Otto Odhelius       | 1748-1786  | Organist |
| 1775-1795 | Johan Peter Sandblom     | 1748-1795  | Organist |
| 1796-1798 | Jonas Wennersten         | 1776-1856  | Organist |
| 1800-1822 | Anders Hagquist          | 1763-1834  | Organist |
| 1822-1846 | Olof Ahrnberg            | 1792-1846  | Organist |
| 1846-1848 | Frans Teodor Hammar      | 1830-1895  | Organist |
| 1849-1869 | Johan Petter Liljegren   | 1812-1869  | Organist |

## Kyrkor
- Flo kyrka
- Sals kyrka
- Ås kyrka